# Aanmodderfakker
Pour plus de détails, voir Fiche technique et Distribution.
Aanmodderfakker est un film néerlandais réalisé par Michiel ten Horn, sorti en 2014.

## Synopsis
Thijs, un trentenaire immature tombe amoureux de Lisa, la baby-sitter de 16 ans qui s'occupe de sa petite sœur, une jeune fille pleine de projets dont le caractère est opposé au sien.

## Fiche technique
- Titre : Aanmodderfakker
- Réalisation : Michiel ten Horn
- Scénario : Anne Barnhoorn (idée et scénario) et Michiel ten Horn (idée)
- Musique : Djurre de Haan
- Photographie : Jasper Wolf
- Montage : Wouter van Luijn
- Production : Mieke de Bruijn, Pieter Kuijpers, Iris Otten et Sander van Meurs
- Société de production : Pupkin Film et AVROTROS
- Société de distribution : September Film
- Pays :  Pays-Bas
- Genre : Comédie romantique
- Durée : 100 minutes
- Dates de sortie : 
  - Pays-Bas : 6 novembre 2014

## Distribution
- Gijs Naber : Thijs
- Yannick van de Velde : Walter
- Roos Wiltink : Lisa
- Anniek Pheifer : Simone
- Markoesa Hamer : Julie
- Nick Golterman : Gladjakker
- Alexandra Groenestein : Esther
- Joke Tjalsma : Leonie
- Pepijn Cladder : Tommy
- Anis de Jong : Ernie
- Wolf de Witte van Leeuwen : Jeroen
- Randy Fokke : Rineke
- Martijn Hillenius : Tim
- Stephen Liebman : Marcus
- René Retèl : Joost
- Roosmarijn van der Hoek : Evy
- Damian Wijkhuizen : Martijn
- Dean Wijkhuizen : Frank

## Distinctions
Le film a reçu 6 nominations aux Veaux d'or et a remporté 3 prix : Meilleur film, Meilleur acteur pour Gijs Naber et Meilleur scénario.